# Machmadbiek Machmadbiekow
Machmadbiek Szoinowicz Machmadbiekow (ros. Махмадбек Шоинович Махмадбеков; ur. 1 października 1999) – rosyjski, a od 2024 roku emiracki judoka.
Brązowy medalista mistrzostw świata w 2025 i siódmy w 2024; uczestnik zawodów w 2021 i 2023. Startował w Pucharze Świata w 2019. Wicemistrz Azji w 2025. Trzeci w drużynie na mistrzostwach Europy w 2021 roku. 